# Pithyotettix
Pithyotettix (лат.)— род цикадок из подсемейства Deltocephalinae трибы Athysanini

## Описание
Цикадки размером 5—6 мм. Умеренно стройные, с округлённо-треугольно выступающей вперёд головой, переход лица в темя закруглённый. Олигофаги елей и пихт. В СССР 8 видов..

## Классификация
Род включает видов, которые группируются в четыре рода
Подрод Abietotettix Mitjaev, 1965
- Pithyotettix altaicus Vilbaste, 1965
- Pithyotettix falkovitshi Emeljanov, 1966
- Pithyotettix kerzhneri Anufriev, 1975
- Pithyotettix sibiricus Mitjaev, 1965
- Pithyotettix tianshanicus Emeljanov, 1972

Подрод Colobotettix Ribaut, 1948
- Pithyotettix morbillosus Melichar, 1896

Подрод Perotettix Ribaut, 1942
- Pithyotettix orientalis Anufriev, 1971
- Pithyotettix pictus Lethierry, 1880

Подрод Pithyotettix Ribaut, 1942
- Pithyotettix abietinus Fallén, 1806
- Pithyotettix euxinus Emeljanov, 2000
- Pithyotettix sichotensis Anufriev, 1971